# سابرینا برایان
 سابرینا برایان (انگلیسی: Sabrina Bryan؛ زادهٔ ۱۶ سپتامبر ۱۹۸۴) یک موسیقی‌دان اهل ایالات متحده آمریکا است. وی از سال ۱۹۹۶ میلادی تاکنون مشغول فعالیت بوده‌است.